# خانه کروتچت
خانه کروتچت (به اسپانیایی: Casa Curutchet) یک منطقهٔ مسکونی در آرژانتین است که در لا پلاتا واقع شده‌است.
خانه کروتچت یکی از آثار کشور آرژانتین است که در شهر لا پلاتا قرار دارد. این مکان با توجه به معیارهای i, ii, vi به عنوان یک مکان فرهنگی در فهرست میراث جهانی یونسکو در آرژانتین قرار گرفت.

## موقعیت
خانه کروتچت در لا پلاتا واقع شده‌است.